# Edgar Frank Codd
Edgar Frank «Ted» Codd fue un científico informático inglés (19 de agosto de 1923 - 18 de abril de 2003), conocido por crear el modelo relacional de bases de datos.

## Obra
En las décadas de los sesenta y los setenta trabajó en sus teorías sobre modelado de datos, publicando su trabajo Un modelo relacional de datos para grandes bancos de datos compartidos (título original: A Relational Model of Data for Large Shared Data Banks), en 1970. Para su descontento, IBM no se apresuró a explotar sus sugerencias hasta que no empezaron a ser puestas en práctica por rivales comerciales. Por ejemplo, Larry Ellison diseñó la base de datos Oracle basándose en las ideas de Codd.
Codd continuó expandiendo y desarrollando su modelo relacional, en ocasiones en colaboración con Chris Date. También trabajó el área de los autómatas celulares, sobre la que versó su tesis doctoral.
Codd definió las tres primeras formas normales que se aplican para la normalización de bases de datos. Además, la Forma normal de Boyce-Codd lleva el nombre en su honor.
También acuñó el término OLAP y redactó las 12 reglas de Codd del modelo relacional para las bases de datos.